# Rally de La Coruña de 1994
El Rally de La Coruña de 1994, oficialmente 12.º Rally Ciudad de La Coruña, fue la duodécima edición y la duodécima cita de la temporada 1994 del Campeonato de España de Rally. Fue también puntuable para el campeonato de Galicia y el Desafío Peugeot. Se celebró del 19 al 20 de noviembre y contó con un itinerario de 167 km cronometrados.

## Itinerario
| Día   | Tramo | Nombre          | Distancia | Hora | Ganador                   | Tiempo | Líder                     |
| ----- | ----- | --------------- | --------- | ---- | ------------------------- | ------ | ------------------------- |
| Día 1 | TC1   | A Tablilla      | 6,820 km  |      | Borja Moratal Arturo Rial | 4:40   | Borja Moratal Arturo Rial |
| Día 1 | TC2   | Soandres        | 14,860 km |      | Arturo Rial               | 10:39  | Arturo Rial               |
| Día 1 | TC3   | Meirama-Quembre | 11,310 km |      | Arturo Rial               | 7:27   | Arturo Rial               |
| Día 1 | TC4   | Carral-Salo     | 6,710 km  |      | Arturo Rial               | 4:21   | Arturo Rial               |
| Día 1 | TC5   | A Tablilla      | 6,820 km  |      | Arturo Rial               | 4:31   | Arturo Rial               |
| Día 1 | TC6   | Soandres        | 14,860 km |      | Germán Castrillón         | 10:40  | Arturo Rial               |
| Día 1 | TC7   | Meirama-Quembre | 11,310 km |      | Germán Castrillón         | 7:27   | Arturo Rial               |
| Día 1 | TC8   | Carral-Salo     | 6,710 km  |      | Arturo Rial               | 4:22   | Arturo Rial               |
| Día 2 | TC9   | Aranga          | 11,620 km |      | Arturo Rial               | 8:24   | Arturo Rial               |
| Día 2 | TC10  | Monfero         | 12,390 km |      | Germán Castrillón         | 8:44   | Arturo Rial               |
| Día 2 | TC11  | Doroña          | 11,490 km |      | Germán Castrillón         | 8:15   | Arturo Rial               |
| Día 2 | TC12  | Villozas        | 6,760 km  |      | Germán Castrillón         | 4:35   | Arturo Rial               |
| Día 2 | TC13  | Aranga          | 11,620 km |      | Germán Castrillón         | 8:20   | Jaime Azcona              |
| Día 2 | TC14  | Monfero         | 12,390 km |      | David Guixeras            | 8:42   | Jaime Azcona              |
| Día 2 | TC15  | Doroña          | 11,490 km |      | David Guixeras            | 8:22   | Jaime Azcona              |
| Día 2 | TC16  | Villozas        | 6,760 km  |      | Germán Castrillón         | 4:42   | Jaime Azcona              |

## Clasificación final
| Pos. | Piloto                | Copiloto            | Automóvil               | Tiempo  | Diferencia |
| ---- | --------------------- | ------------------- | ----------------------- | ------- | ---------- |
| 1.   | Jaime Azcona          | Julius Billmaier    | Peugeot 106 Rallye      | 1:56:21 | 0.0        |
| 2.   | Miguel Martínez-Conde | Felipe Alonso       | Renault Clio Williams   | 1:56:37 | +0:16      |
| 3.   | David Guixeras        | J. Albadalejo       | Peugeot 106 Rallye      | 1:56:41 | +0:20      |
| 4.   | Javier Azcona         | Inma Vittorini      | Renault Clio Williams   | 1:59:54 | +3:13      |
| 5.   | Germán Castrillón     | Estrella Castrillón | Ford Escort RS Cosworth | 2:00:23 | +4:02      |
| 6.   | Miguel Dopico         | Álvaro Louro        | Ford Escort RS Cosworth | 2:02:12 | +5:51      |
| 7.   | Miguel Ángel Fuster   | A. Candela          | Renault Clio Williams   | 2:03:38 | +7:17      |
| 8.   | Javier Piñeiro        | M. Ferreiro         | Renault Clio Williams   | 2:05:56 | +9:35      |
| 9.   | A. Loza               | E. Serrano          | Renault Clio Williams   | 2:05:58 | +9:37      |
| 10.  | David Nafría          | Oriol Julià         | Peugeot 106 Rallye      | 2:08:35 | +12:14     |